# Eurovision Song Contest 2010
Der 55. Eurovision Song Contest fand vom 25. bis zum 29. Mai 2010 in der Telenor Arena im Ballungsraum der norwegischen Hauptstadt Oslo statt. Das Land war damit zum dritten Mal Veranstaltungsort, nachdem der norwegische Beitrag Fairytale von Alexander Rybak im Vorjahr den 54. Eurovision Song Contest in Moskau gewonnen hatte. 39 Länder nahmen teil. Alle drei Sendungen wurden von Erik Solbakken, Haddy N’jie und Nadia Hasnaoui moderiert.
Der deutsche Beitrag Satellite, ein Lied der US-amerikanischen Songwriterin Julie Frost und des dänischen Komponisten John Gordon, wurde von der Sängerin Lena Meyer-Landrut vorgetragen und errang den Sieg beim Wettbewerb.
Die Veranstaltung stand unter dem Motto „Share the Moment“. Vor den Auftritten der Künstler wurden kurze Videoclips gezeigt, die im jeweiligen Teilnehmerland entstanden waren. Im Finale wurden zusätzlich am Anfang der Sendung und nach jedem Lied Bilder aus Wohnzimmern des jeweiligen Landes eingeblendet. Zwischen der Präsentation der Lieder und der Bekanntgabe der Ergebnisse wurden Bilder vom sogenannten Eurovision Flash Mob Dance aus verschiedenen europäischen Städten gezeigt.

## Abstimmungsregel
Das 2009 eingeführte System, im Finale Zuschauerstimmen und die Wertungen einer Jury in eine „50/50-Liste“ zusammen zu rechnen, wurde auch 2010 beibehalten. Es wurde erstmals auch in den Halbfinalen angewandt. Im Vorjahr wurden neun von zehn Liedern fürs Finale nach den Zuschaueranrufen ausgewählt und ein Beitrag qualifizierte sich per Juryentscheid. Wie im Vorjahr wurden später auch die einzelnen Ergebnisse offiziell bekanntgegeben. Die deutschen Juroren waren Hape Kerkeling, Mary Roos, Hadnet Tesfai, Johannes Oerding und Jochen Rausch. Neu war auch, dass Anrufe bereits ab dem ersten Lied möglich waren. Dies wurde von der Europäischen Rundfunkunion (EBU) eingeführt, da es logischer sei, für ein Lied anzurufen, wenn man es hört, anstatt bis zum Ende der Vorstellungen zu warten. Im Finale wurden – wie in den Jahren seit 2006 – die Punktzahlen 1 bis 7 nur noch angezeigt, vorgelesen wurden nur die drei höchsten: acht, zehn und zwölf Punkte.

## Teilnehmer

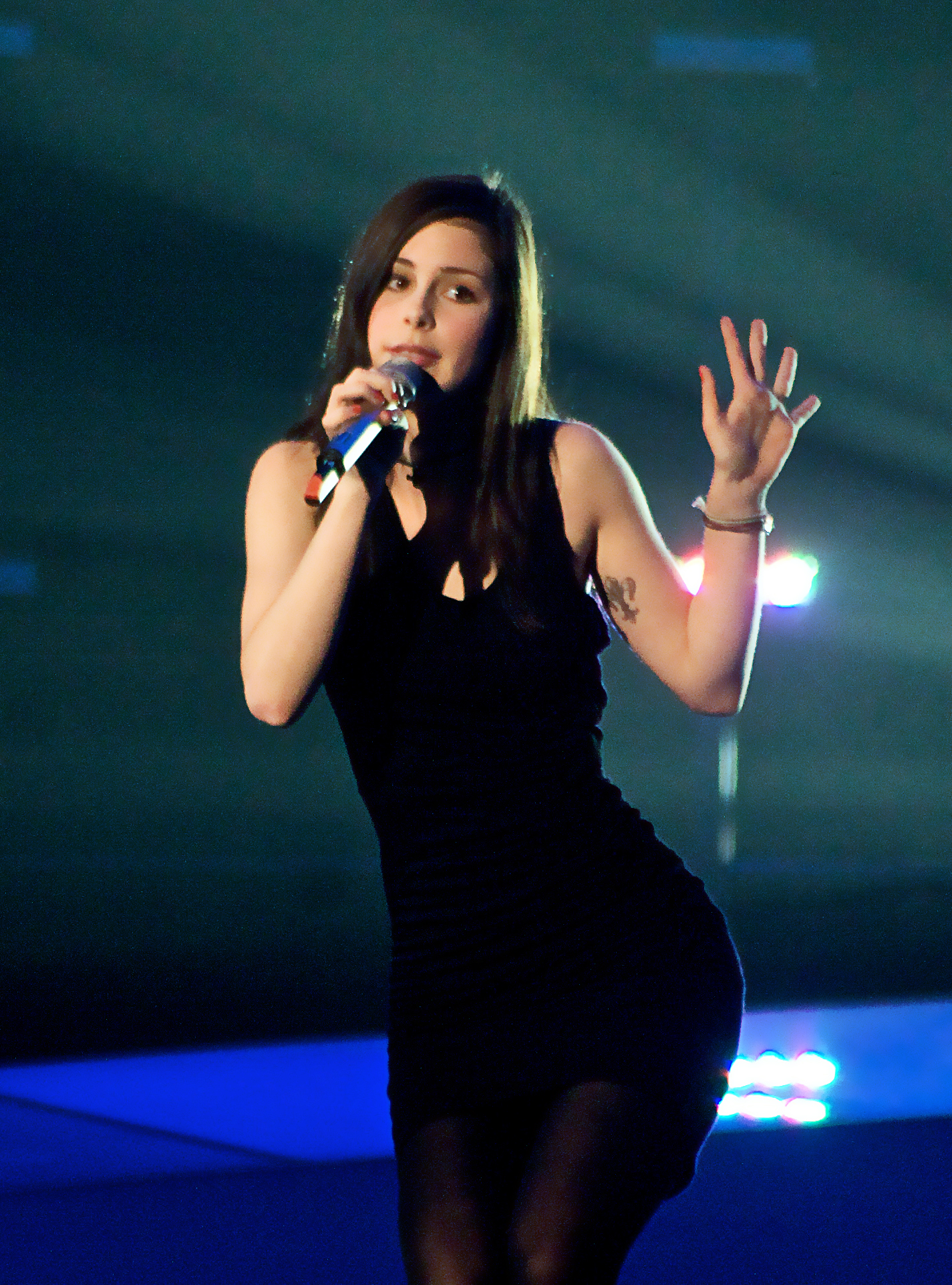
Interpretin des Siegertitels, Lena Meyer-Landrut, bei den Proben für das Finale des Eurovision Song Contests

Länder, die 2010 am Finale teilnahmen
Länder, die sich nicht für das Finale qualifiziert haben
Länder, die in der Vergangenheit teilgenommen haben, jedoch nicht 2010

1. Halbfinale: Teilnehmer
1. Halbfinale: Stimmberechtigte Länder
2. Halbfinale: Teilnehmer
2. Halbfinale: Stimmberechtigte Länder

Im Vorfeld des Eurovision Song Contests 2009 hatte die Europäische Rundfunkunion erklärt, ein Full House beim Wettbewerb 2010 erreichen zu wollen, doch dies misslang: Neben den gewünschten potenziellen Rückkehrern Italien, Luxemburg, Monaco und Österreich verzichteten auch die Vorjahresteilnehmer Andorra, Montenegro, Tschechien und Ungarn. Die Sender Andorras, Montenegros und Ungarns haben sich primär aus finanziellen Gründen vom Wettbewerb verabschiedet, wobei nicht außer Acht gelassen werden sollte, dass alle drei Länder in den letzten beiden Jahren nicht im Finale vertreten waren. Die tschechischen Zuschauer zeigten wegen der schlechten Platzierungen kein hinreichendes Interesse am Wettbewerb mehr.
Georgien kehrte zum Wettbewerb zurück, nachdem es sich im vorigen Jahr wegen Streitigkeiten um das ausgewählte Lied zurückgezogen hatte. Dem Titel We Don’t Wanna Put In der Gruppe Stefane & 3G wurde nachgesagt, politischer Natur zu sein, was beim Eurovision Song Contest verboten ist.
Im Vorfeld kam es in manchen Ländern zu Forderungen oder Spekulationen über Rückzüge, die sich nicht alle bewahrheiteten. In Mazedonien überlegte das dortige Fernsehen sich zurückzuziehen, wenn sich die Qualifikationsregeln nicht ändern würden. Die Kandidaten des Landes waren zweimal hintereinander im Halbfinale auf den zehnten Platz gekommen, qualifizierten sich aber aufgrund der Jurywertung nicht für das Finale, was als ungerecht empfunden wurde. Als die Regeln geändert wurden, bestätigte Mazedonien seine Teilnahme. Nachdem Aserbaidschan beim Vorjahreswettbewerb gegen die Regeln verstoßen hatte, galt die Teilnahme des Landes bis zur Ankündigung der (vorläufigen) Straffreiheit als unsicher. Wegen der Ankündigung, dass Aserbaidschan ohne Strafe bleiben würde, war die armenische Teilnahme lange Zeit unklar. Erst als die EBU Geldstrafen gegen Aserbaidschan und Spanien, das ebenfalls gegen die Regeln verstoßen hatte, verhängte, bestätigte das Land seine Teilnahme.

### Wiederkehrende Teilnehmer
| Land         | Interpret                                                                  | Vorherige Teilnahmejahre           |
| ------------ | -------------------------------------------------------------------------- | ---------------------------------- |
| Griechenland | Jenia Evgenios Buli (zusammen mit Giorgos Alkeos als Mitglied der Friends) | Begleitung: 2009 für Albanien      |
| Irland       | Niamh Kavanagh                                                             | 1993                               |
| Island       | Hera Björk                                                                 | Begleitung: 2008 und 2009          |
| Island       | Kristján Gíslason (Begleitung)                                             | 2001 (als Mitglied von Two Tricky) |
| Kroatien     | Feminnem                                                                   | 2005 für Bosnien und Herzegowina   |
| Mazedonien   | Gjoko Taneski                                                              | Begleitung: 2005                   |

## Halbfinale

### Auslosung
Seit es zwei Halbfinale gibt, ist eine Halbfinalauslosung (englisch Semi-Final Allocation Draw) nötig geworden, um die Länder in die jeweiligen Vorrunden zuzulosen. Die Halbfinalauslosung zum Eurovision Song Contest 2010 fand am 7. Februar 2010 in Oslo statt. Im Vorfeld wurden die 34 Länder in fünf Töpfe einsortiert. Dies geschah nach verschiedenen Gesichtspunkten. Die fünf Länder, die direkt fürs Finale qualifiziert sind (Deutschland, Frankreich, Spanien und das Vereinigte Königreich als große Geldgeber (Big Four) sowie Norwegen als Gastgeber) wurden außerdem auf die beiden Halbfinale verteilt, in dem sie jeweils stimmberechtigt waren.
| Topf 1                                                                                       | Topf 2                                                                   | Topf 3                                                                      | Topf 4                                                                      | Topf 5                                                        |
| -------------------------------------------------------------------------------------------- | ------------------------------------------------------------------------ | --------------------------------------------------------------------------- | --------------------------------------------------------------------------- | ------------------------------------------------------------- |
| - Albanien - Bosnien und Herzegowina - Kroatien - Mazedonien - Schweiz - Serbien - Slowenien | - Dänemark - Estland - Finnland - Island - Lettland - Litauen - Schweden | - Aserbaidschan - Belarus - Georgien - Israel - Moldau - Russland - Ukraine | - Armenien - Belgien - Griechenland - Malta - Niederlande - Türkei - Zypern | - Bulgarien - Irland - Polen - Portugal - Rumänien - Slowakei |

Als Ergebnisse der Halbfinalauslosung wurden die Länder Bosnien und Herzegowina, Estland, Finnland, Lettland, Moldau, Russland, Serbien und die Slowakei der ersten Hälfte des ersten Halbfinales zugeordnet, während Albanien, Belarus, Belgien, Griechenland, Island, Malta, Mazedonien, Polen und Portugal der zweiten Hälfte zugeordnet wurden. Abstimmberechtigt waren zunächst Deutschland und Spanien, allerdings äußerte Frankreich am 31. März 2010 den Wunsch, im ersten Halbfinale abstimmen zu können. Dem wurde stattgegeben; im Gegenzug wird der Sender France 3 den Contest intensiv bewerben und alle Sendungen übertragen.
Im zweiten Halbfinale starten demnach Armenien, Aserbaidschan, Dänemark, Israel, Litauen, Schweden, die Schweiz und die Ukraine in der ersten Hälfte. Im hinteren Teil treten die Kandidaten aus Bulgarien, Georgien, Irland, Kroatien, den Niederlanden, Rumänien, der Türkei und Zypern auf. Abstimmberechtigt sind Gastgeber Norwegen und das Vereinigte Königreich.

### Erstes Halbfinale
Das erste Halbfinale fand mit 17 Teilnehmern am 25. Mai 2010 um 21:00 Uhr (MESZ) statt. Die zehn bestplatzierten Länder qualifizierten sich für das Finale. Sie sind hier hellgrün unterlegt.
Deutschland, Frankreich, Spanien und die Teilnehmerländer des ersten Halbfinals waren in diesem Halbfinale stimmberechtigt.
Belarus und Serbien durften sich ihre Startnummern aussuchen und wählten 16 sowie 7.
| Platz | Startnr. | Land                    | Interpret                                           | Lied Musik (M) und Text (T)                                                                  | Sprache                          | Übersetzung (Inoffiziell)  | Punkte |
| ----- | -------- | ----------------------- | --------------------------------------------------- | -------------------------------------------------------------------------------------------- | -------------------------------- | -------------------------- | ------ |
| 01.   | 10       | Belgien                 | Tom Dice                                            | Me and My Guitar M/T: Tom Eeckhout, Jeroen Swinnen, Ashley Hicklin                           | Englisch                         | Ich und meine Gitarre      | 167    |
| 02.   | 13       | Griechenland            | Giorgos Alkeos & Friends Γιώργος Αλκαίος & Friends  | OPA (ΩΠΑ) M: Giorgos Alkaios; T: Giannis Antoniou, Friends                                   | Griechisch                       | Und los                    | 133    |
| 03.   | 17       | Island                  | Hera Björk                                          | Je ne sais quoi M/T: Örlygur Smári, Hera Björk                                               | Englisch, Französisch            | Ich weiß nicht, was        | 123    |
| 04.   | 14       | Portugal                | Filipa Azevedo                                      | Há dias assim M/T: Augusto Madureira                                                         | Portugiesisch                    | Tage wie dieser            | 089    |
| 05.   | 07       | Serbien                 | Milan Stanković Милан Станковић                     | Ovo je Balkan M: Goran Bregović; T: Goran Bregović, Marina Tucaković, Ljiljanna Jorgovanović | Serbisch                         | Das ist der Balkan         | 079    |
| 06.   | 12       | Albanien                | Juliana Pasha                                       | It’s All About You M: Ardit Gjebrea, T: Ardit Gjebrea, Pirro Çako                            | Englisch                         | Es geht nur um dich        | 076    |
| 07.   | 02       | Russland                | Peter Nalitch & Friends (MKPN) Пётр Налич & Friends | Lost and Forgotten M/T: Pjotr Nalitsch                                                       | Englisch                         | Verloren und vergessen     | 074    |
| 08.   | 08       | Bosnien und Herzegowina | Vukašin Brajić                                      | Thunder and Lightning M/T: Dino Šaran                                                        | Englisch                         | Donner und Blitz           | 059    |
| 09.   | 016      | Belarus                 | 3+2 feat. Robert Wells                              | Butterflies M: Maxim Fadeev; T: Malka Chaplin                                                | Englisch                         | Schmetterlinge             | 059    |
| 10.   | 01       | Moldau                  | SunStroke Project & Olia Tira                       | Run Away M: Anton Ragoza, Sergey Stepanov; T: Alina Galitcaia                                | Englisch                         | Laufe weg!                 | 052    |
| 11.   | 05       | Finnland                | Kuunkuiskaajat                                      | Työlki ellää M/T: Timo Kiiskinen                                                             | Finnisch (mit Karelischem Titel) | Man lebt auch vom Arbeiten | 049    |
| 12.   | 11       | Malta                   | Thea Garrett                                        | My Dream M: Jason Cassar; T: Sunny Aquilinay                                                 | Englisch                         | Mein Traum                 | 045    |
| 13.   | 09       | Polen                   | Marcin Mroziński                                    | Legenda M: Marcin Nierubiec; T: Marcin Mroziński                                             | Englisch, Polnisch               | Legende                    | 044    |
| 14.   | 03       | Estland                 | Malcolm Lincoln & Manpower 4                        | Siren M/T: Robin Juhkental                                                                   | Englisch                         | Sirene                     | 039    |
| 15.   | 15       | Mazedonien              | Gjoko Taneski Ѓоко Танески                          | Jas ja imam silata (Јас ја имам силата) M/T: Kristijan Gabrovski                             | Mazedonisch                      | Ich bin stark genug        | 037    |
| 16.   | 04       | Slowakei                | Kristina                                            | Horehronie M: Martin Kavulič; T: Kamil Peteraj                                               | Slowakisch                       | Horehronie                 | 024    |
| 17.   | 06       | Lettland                | Aisha                                               | What For? M: Janis Lusens; T: Guntars Račs                                                   | Englisch                         | Wofür?                     | 011    |

### Punktetafel erstes Halbfinale
| Abstimmungsergebnisse | Abstimmungsergebnisse   | Abstimmungsergebnisse | Abstimmungsergebnisse | Abstimmungsergebnisse | Abstimmungsergebnisse | Abstimmungsergebnisse | Abstimmungsergebnisse | Abstimmungsergebnisse | Abstimmungsergebnisse | Abstimmungsergebnisse | Abstimmungsergebnisse | Abstimmungsergebnisse | Abstimmungsergebnisse | Abstimmungsergebnisse | Abstimmungsergebnisse | Abstimmungsergebnisse | Abstimmungsergebnisse | Abstimmungsergebnisse | Abstimmungsergebnisse | Abstimmungsergebnisse | Abstimmungsergebnisse | Abstimmungsergebnisse | Abstimmungsergebnisse | Abstimmungsergebnisse |
| Startnr.              | Land                    | Platz                 | Punkte                | AL                    | BY                    | BE                    | BA                    | EE                    | MK                    | FI                    | FR                    | DE                    | GR                    | IS                    | LV                    | MT                    | MD                    | PL                    | PT                    | RU                    | RS                    | SK                    | ES                    | Votings               |
| --------------------- | ----------------------- | --------------------- | --------------------- | --------------------- | --------------------- | --------------------- | --------------------- | --------------------- | --------------------- | --------------------- | --------------------- | --------------------- | --------------------- | --------------------- | --------------------- | --------------------- | --------------------- | --------------------- | --------------------- | --------------------- | --------------------- | --------------------- | --------------------- | --------------------- |
| 01                    | Moldau                  | 10.                   | 052                   | –                     | 10                    | 2                     | –                     | –                     | 7                     | –                     | 3                     | –                     | 4                     | –                     | –                     | 7                     |                       | –                     | 8                     | 5                     | 1                     | –                     | 5                     | 10                    |
| 02                    | Russland                | 07.                   | 074                   | –                     | 12                    | 5                     | 2                     | 12                    | –                     | 3                     | –                     | 1                     | 3                     | –                     | 10                    | 1                     | 12                    | 8                     | 1                     |                       | 4                     | –                     | –                     | 13                    |
| 03                    | Estland                 | 14.                   | 039                   | 1                     | 1                     | –                     | 1                     |                       | –                     | 12                    | –                     | –                     | 1                     | 2                     | 12                    | –                     | –                     | 5                     | 4                     | –                     | –                     | –                     | –                     | 09                    |
| 04                    | Slowakei                | 16.                   | 024                   | –                     | –                     | 1                     | 5                     | –                     | –                     | 2                     | –                     | –                     | –                     | 5                     | –                     | –                     | –                     | –                     | 5                     | –                     | 6                     |                       | –                     | 06                    |
| 05                    | Finnland                | 11.                   | 049                   | –                     | 7                     | 7                     | –                     | 10                    | –                     |                       | –                     | 3                     | –                     | 6                     | 6                     | 2                     | –                     | 1                     | –                     | 3                     | –                     | 2                     | 2                     | 11                    |
| 06                    | Lettland                | 17.                   | 011                   | –                     | –                     | –                     | –                     | 6                     | –                     | 5                     | –                     | –                     | –                     | –                     |                       | –                     | –                     | –                     | –                     | –                     | –                     | –                     | –                     | 02                    |
| 07                    | Serbien                 | 05.                   | 079                   | 3                     | –                     | 3                     | 12                    | 1                     | 10                    | –                     | 12                    | 4                     | 7                     | 3                     | 3                     | –                     | 3                     | –                     | 2                     | 4                     |                       | 6                     | 6                     | 15                    |
| 08                    | Bosnien und Herzegowina | 08.                   | 059                   | 7                     | 4                     |                       |                       | –                     | 8                     | –                     | 6                     | –                     | 5                     | –                     | –                     | 3                     | 1                     | 6                     | –                     | 2                     | 12                    | 5                     | –                     | 11                    |
| 09                    | Polen                   | 13.                   | 044                   | 6                     | 3                     | 6                     | –                     | –                     | –                     | –                     | 7                     | 7                     | –                     | –                     | 4                     | –                     | 2                     |                       | –                     | 6                     | –                     | –                     | 3                     | 09                    |
| 10                    | Belgien                 | 01.                   | 167                   | 4                     | 8                     |                       | 4                     | 8                     | 4                     | 10                    | 10                    | 12                    | 10                    | 12                    | 8                     | 12                    | 6                     | 12                    | 12                    | 10                    | 7                     | 10                    | 8                     | 19                    |
| 11                    | Malta                   | 12.                   | 045                   | 2                     | 2                     | –                     | 6                     | 3                     | 6                     | 1                     | –                     | 2                     | 2                     | 4                     | 1                     |                       | –                     | –                     | 3                     | –                     | –                     | 12                    | 1                     | 13                    |
| 12                    | Albanien                | 06.                   | 076                   |                       | –                     | 8                     | 7                     | –                     | 12                    | 4                     | 2                     | 5                     | 12                    | 10                    | –                     | 6                     | –                     | 4                     | –                     | –                     | 2                     | –                     | 4                     | 12                    |
| 13                    | Griechenland            | 02.                   | 133                   | 10                    | 5                     | 10                    | 8                     | 2                     | 3                     | 8                     | 4                     | 8                     |                       | 8                     | –                     | 8                     | 7                     | 7                     | 10                    | 7                     | 10                    | 8                     | 10                    | 18                    |
| 14                    | Portugal                | 04.                   | 089                   | 5                     | –                     | 4                     | 3                     | 5                     | 2                     | 6                     | 8                     | 10                    | –                     | 7                     | 7                     | 4                     | 5                     | 2                     |                       | –                     | 5                     | 4                     | 12                    | 16                    |
| 15                    | Mazedonien              | 15.                   | 037                   | 12                    | –                     | –                     | 10                    | –                     |                       | –                     | –                     | –                     | –                     | 1                     | –                     | –                     | 4                     | –                     | –                     | 1                     | 8                     | 1                     | –                     | 07                    |
| 16                    | Belarus                 | 09.                   | 059                   | –                     |                       | –                     | –                     | 4                     | 5                     | –                     | 1                     | –                     | 6                     | –                     | 5                     | 5                     | 8                     | 3                     | 7                     | 12                    | –                     | 3                     | –                     | 11                    |
| 17                    | Island                  | 03.                   | 123                   | 8                     | 6                     | 12                    | –                     | 7                     | 1                     | 7                     | 5                     | 6                     | 8                     |                       | 2                     | 10                    | 10                    | 10                    | 6                     | 8                     | 3                     | 7                     | 7                     | 18                    |

- Die wenigsten Gesamt-Votings:  Lettland – 2
- Die wenigsten Gesamt-Punkte:  Lettland – 11
- Die meisten Gesamt-Votings:  Belgien – 19
- Die meisten Gesamt-Punkte:  Belgien – 167

### Statistik der Zwölf-Punkte-Vergabe (Erstes Halbfinale)
| Anzahl | Land                    | erhalten von                                |
| ------ | ----------------------- | ------------------------------------------- |
| 5      | Belgien                 | Deutschland, Island, Malta, Polen, Portugal |
| 3      | Russland                | Belarus, Estland, Moldau                    |
| 2      | Albanien                | Griechenland, Mazedonien                    |
| 2      | Estland                 | Finnland, Lettland                          |
| 2      | Serbien                 | Bosnien und Herzegowina, Frankreich         |
| 1      | Belarus                 | Russland                                    |
| 1      | Bosnien und Herzegowina | Serbien                                     |
| 1      | Island                  | Belgien                                     |
| 1      | Mazedonien              | Albanien                                    |
| 1      | Malta                   | Slowakei                                    |
| 1      | Portugal                | Spanien                                     |

### Zweites Halbfinale
Das zweite Halbfinale fand mit 17 Teilnehmern am 27. Mai 2010 um 21:00 Uhr (MESZ) statt. Die zehn bestplatzierten Länder qualifizierten sich für das Finale. Sie sind hier hellgrün unterlegt.
Norwegen, das Vereinigte Königreich und die Teilnehmerländer des zweiten Halbfinals waren in diesem Halbfinale stimmberechtigt.
Die Schweiz sowie Bulgarien durften sich ihre Startnummern aussuchen und wählten 5 sowie 13
| Platz | Startnr. | Land          | Interpret                      | Lied Musik (M) und Text (T)                                                                                    | Sprache              | Übersetzung (Inoffiziell)              | Punkte |
| ----- | -------- | ------------- | ------------------------------ | --- | -------------------- | -------------------------------------- | ------ |
| 01.   | 17       | Türkei        | maNga                          | We Could Be the Same M: maNga; T: Evren Özdemir, maNga, Fiona Movery Akinci                                    | Englisch             | Wir könnten gleich sein                | 118    |
| 02.   | 07       | Aserbaidschan | Safura Səfurə                  | Drip Drop M: Stefan Örn, Anders Bagge; T: Sandra Bjurman                                                       | Englisch             | Tropf, tropf                           | 113    |
| 03.   | 16       | Georgien      | Sofia Nizharadze სოფო ნიჟარაძე | Shine M/T: Hanne Sørvaag, Harry Sommerdahl, Christian Leuzzi                                                   | Englisch             | Glänze!                                | 106    |
| 04.   | 10       | Rumänien      | Paula Seling & Ovi             | Playing with Fire M/T: Ovidiu Cernăuțeanu                                                                      | Englisch             | Mit dem Feuer spielen                  | 104    |
| 05.   | 04       | Dänemark      | Chanée & N’Evergreen           | In a Moment like This M/T: Thomas G:son, Henrik Sethsson, Erik Bernholm                                        | Englisch             | In einem Augenblick wie diesem         | 101    |
| 06.   | 02       | Armenien      | Eva Rivas Եվա Ռիվաս            | Apricot Stone M: Armen Martirosyan; T: Karen Kavaleryan                                                        | Englisch             | Aprikosenkern                          | 083    |
| 07.   | 08       | Ukraine       | Alyosha Aльоша                 | Sweet People M: Olena Kucher, Borys Kukoba, Vadim Lisitsa; T: Olena Kucher                                     | Englisch             | Süße Leute                             | 077    |
| 08.   | 03       | Israel        | Harel Skaat הראל סקעת          | Milim (מילים) M: Tomer Adaddi; T: Noam Horev                                                                   | Hebräisch            | Worte                                  | 071    |
| 09.   | 12       | Irland        | Niamh Kavanagh                 | It’s for You M/T: Niall Mooney, Mårten Eriksson, Jonas Gladnikoff, Lina Eriksson                               | Englisch             | Es ist für dich                        | 067    |
| 10.   | 14       | Zypern        | Jon Lilygreen & The Islanders  | Life Looks Better in Spring M: Nasos Lambrianides, Melis Konstantinou; T: Nasos Lambrianides                   | Englisch             | Das Leben sieht im Frühling besser aus | 067    |
| 11.   | 06       | Schweden      | Anna Bergendahl                | This Is My Life M: Bobby Ljunggren; T: Kristian Lagerström                                                     | Englisch             | Dies ist mein Leben                    | 062    |
| 12.   | 01       | Litauen       | InCulto                        | East European Funk M/T: InCulto                                                                                | Englisch             | Osteuropäischer Funk                   | 044    |
| 13.   | 15       | Kroatien      | Feminnem                       | Lako je sve M: Branimir Mihaljević; T: Pamela Ramljak, Neda Parmać                                             | Kroatisch            | Alles ist einfach                      | 033    |
| 14.   | 09       | Niederlande   | Sieneke                        | Ik ben verliefd (Sha-la-lie) M/T: Pierre Kartner                                                               | Niederländisch       | Ich bin verliebt (Scha-la-lie)         | 029    |
| 15.   | 13       | Bulgarien     | Miro Миро                      | Angel si ti (Ангел си ти) M/T: Miroslaw Kostadinow                                                             | Bulgarisch, Englisch | Du bist ein Engel                      | 019    |
| 16.   | 11       | Slowenien     | Roka Žlindre & Kalamari        | Narodnozabavni rock M: Leon Oblak; T: Marino Legović                                                           | Slowenisch           | Nationale Unterhaltungsrockmusik       | 006    |
| 17.   | 05       | Schweiz       | Michael von der Heide          | Il pleut de l’or M: Michael von der Heide, Pele Loriano; T: Michael von der Heide, Heike Kospach, André Grüter | Französisch          | Es regnet Gold                         | 002    |

### Punktetafel zweites Halbfinale
| Abstimmungsergebnisse | Abstimmungsergebnisse | Abstimmungsergebnisse | Abstimmungsergebnisse | Abstimmungsergebnisse | Abstimmungsergebnisse | Abstimmungsergebnisse | Abstimmungsergebnisse | Abstimmungsergebnisse | Abstimmungsergebnisse | Abstimmungsergebnisse | Abstimmungsergebnisse | Abstimmungsergebnisse | Abstimmungsergebnisse | Abstimmungsergebnisse | Abstimmungsergebnisse | Abstimmungsergebnisse | Abstimmungsergebnisse | Abstimmungsergebnisse | Abstimmungsergebnisse | Abstimmungsergebnisse | Abstimmungsergebnisse | Abstimmungsergebnisse | Abstimmungsergebnisse | Abstimmungsergebnisse |
| Startnr.              | Land                  | Platz                 | Punkte                | AM                    | AZ                    | BG                    | HR                    | CY                    | DK                    | GE                    | IE                    | IL                    | LT                    | NO                    | RO                    | SI                    | SE                    | CH                    | NL                    | TR                    | UA                    | UK                    | Votings               |                       |
| --------------------- | --------------------- | --------------------- | --------------------- | --------------------- | --------------------- | --------------------- | --------------------- | --------------------- | --------------------- | --------------------- | --------------------- | --------------------- | --------------------- | --------------------- | --------------------- | --------------------- | --------------------- | --------------------- | --------------------- | --------------------- | --------------------- | --------------------- | --------------------- | --------------------- |
| 01                    | Litauen               | 12.                   | 044                   | 2                     | –                     | –                     | 1                     | 2                     | 1                     | 8                     | 12                    | –                     |                       | 5                     | –                     | –                     | 4                     | –                     | –                     | –                     | 2                     | 7                     | 10                    |                       |
| 02                    | Armenien              | 06.                   | 083                   |                       | –                     | 8                     | –                     | 12                    | –                     | 10                    | –                     | 12                    | 1                     | –                     | 10                    | –                     | 5                     | 3                     | 10                    | 4                     | 8                     | –                     | 11                    |                       |
| 03                    | Israel                | 08.                   | 071                   | 8                     | 7                     | 1                     | –                     | 4                     | –                     | 5                     | –                     |                       | –                     | 7                     | 3                     | 5                     | 8                     | –                     | 12                    | –                     | 6                     | 5                     | 12                    |                       |
| 04                    | Dänemark              | 05.                   | 101                   | 5                     | 6                     | 2                     | 4                     | 3                     |                       | 3                     | 4                     | 7                     | 5                     | 8                     | 12                    | 10                    | 12                    | 5                     | 4                     | 6                     | 5                     | –                     | 17                    |                       |
| 05                    | Schweiz               | 17.                   | 002                   | –                     | –                     | –                     | –                     | –                     | –                     | 2                     | –                     | –                     | –                     | –                     | –                     | –                     | –                     |                       | –                     | –                     | –                     | –                     | 01                    |                       |
| 06                    | Schweden              | 11.                   | 062                   | 3                     | 2                     | –                     | 2                     | 1                     | 12                    | –                     | 5                     | –                     | 3                     | 12                    | 1                     | –                     |                       | 10                    | 6                     | 2                     | –                     | 3                     | 13                    |                       |
| 07                    | Aserbaidschan         | 02.                   | 113                   | –                     |                       | 7                     | 10                    | 10                    | 5                     | 12                    | 10                    | 5                     | 2                     | 2                     | 8                     | 8                     | 3                     | 6                     | 1                     | 12                    | 12                    | –                     | 16                    |                       |
| 08                    | Ukraine               | 07.                   | 077                   | 10                    | 8                     | 6                     | 6                     | 6                     | 3                     | 7                     | 2                     | 2                     | 10                    | 4                     | 5                     | 1                     | –                     | –                     | 2                     | 3                     |                       | 2                     | 16                    |                       |
| 09                    | Niederlande           | 14.                   | 029                   | –                     | –                     | –                     | –                     | –                     | 4                     | 1                     | 3                     | 4                     |                       | 3                     | –                     | 6                     | 1                     | 2                     |                       | 5                     | –                     | –                     | 09                    |                       |
| 10                    | Rumänien              | 04.                   | 104                   | 4                     | 5                     | 4                     | –                     | 8                     | 8                     | 4                     | 6                     | 8                     | 6                     | 10                    |                       | 4                     | 7                     | 4                     | 3                     | 8                     | 3                     | 12                    | 17                    |                       |
| 11                    | Slowenien             | 16.                   | 006                   | –                     | –                     | –                     | 5                     | –                     | –                     | –                     | –                     | 1                     | –                     | –                     | –                     |                       | –                     | –                     | –                     | –                     | –                     | –                     | 02                    |                       |
| 12                    | Irland                | 09.                   | 067                   | 1                     | 4                     | –                     | 3                     | –                     | 6                     | –                     |                       | 3                     | 7                     | 6                     | 4                     | 2                     | –                     | 12                    | 8                     | 1                     | –                     | 10                    | 13                    |                       |
| 13                    | Bulgarien             | 15.                   | 019                   | –                     | –                     |                       | –                     | 5                     | –                     | –                     | –                     | –                     | –                     | –                     | –                     | –                     | –                     | –                     | –                     | 7                     | 1                     | 6                     | 04                    |                       |
| 14                    | Zypern                | 10.                   | 067                   | 6                     | 3                     | 5                     | 12                    |                       | 7                     | –                     | –                     | 10                    | 4                     | –                     | 6                     |                       | 6                     | –                     | –                     | –                     | 4                     | 4                     | 11                    |                       |
| 15                    | Kroatien              | 13.                   | 033                   | 7                     | 1                     | 3                     |                       | –                     | 2                     | –                     | 1                     | –                     | –                     | –                     | –                     | 12                    | –                     | 7                     | –                     | –                     | –                     | –                     | 07                    |                       |
| 16                    | Georgien              | 03.                   | 106                   | 12                    | 10                    | 10                    | 7                     | 7                     | –                     |                       | 7                     | 6                     | 12                    | –                     | 2                     | 7                     | 2                     | 1                     | 5                     | 10                    | 7                     | 1                     | 16                    |                       |
| 17                    | Türkei                | 01.                   | 118                   | –                     | 12                    | 12                    | 8                     | –                     | 10                    | 6                     | 8                     | –                     | 8                     | 1                     | 7                     | 3                     | 10                    | 8                     | 7                     |                       | 10                    | 8                     | 15                    |                       |

- Die wenigsten Gesamt-Votings:  Schweiz – 1
- Die wenigsten Gesamt-Punkte:  Schweiz – 2
- Die meisten Gesamt-Votings:  Dänemark,  Rumänien – 17
- Die meisten Gesamt-Punkte:  Türkei – 118

### Statistik der Zwölf-Punkte-Vergabe (Zweites Halbfinale)
| Anzahl | Land          | erhalten von              |
| ------ | ------------- | ------------------------- |
| 3      | Aserbaidschan | Georgien, Türkei, Ukraine |
| 2      | Armenien      | Israel, Zypern            |
| 2      | Dänemark      | Rumänien, Schweden        |
| 2      | Georgien      | Armenien, Litauen         |
| 2      | Schweden      | Dänemark, Norwegen        |
| 2      | Türkei        | Aserbaidschan, Bulgarien  |
| 1      | Irland        | Schweiz                   |
| 1      | Israel        | Niederlande               |
| 1      | Kroatien      | Slowenien                 |
| 1      | Litauen       | Irland                    |
| 1      | Rumänien      | Vereinigtes Königreich    |
| 1      | Zypern        | Kroatien                  |

## Finale

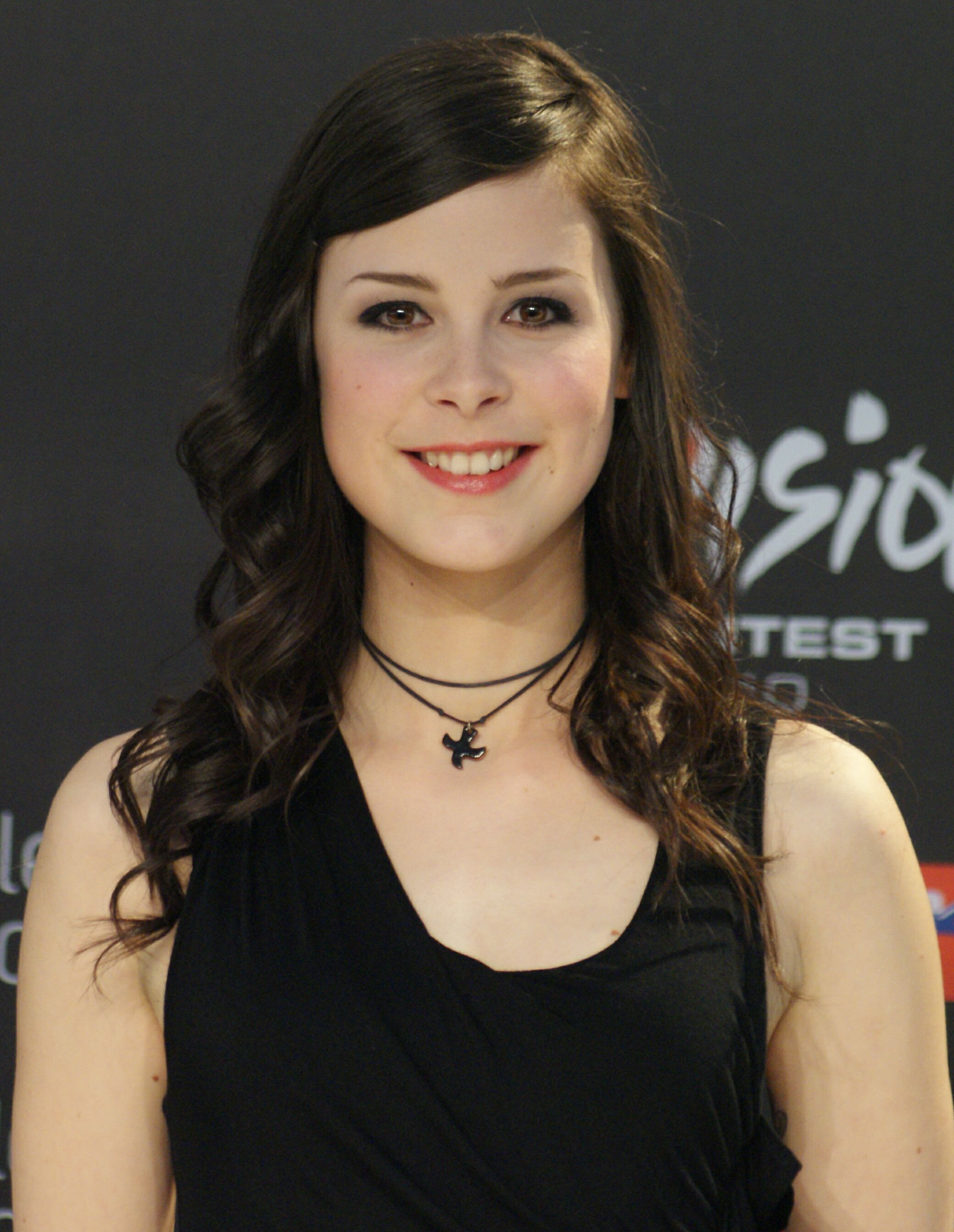
Gewinnerin Lena auf der Pressekonferenz nach dem Finale

Das Finale fand am 29. Mai 2010 um 21:00 Uhr (MESZ) statt. Die Länder der Big Four (Deutschland, Frankreich, Spanien, Vereinigtes Königreich) und das Gastgeberland Norwegen waren direkt für das Finale qualifiziert. Hinzu kamen je zehn Länder aus den beiden Halbfinals, sodass im Finale 25 Länder antraten. Alle 39 Teilnehmerländer waren abstimmungsberechtigt.
Die Startnummer des deutschen Beitrags zum Eurovision Song Contest 2010 konnte mittels einer Wildcard frei gewählt werden.
Serbien nahm nach zwei Jahren, Belarus und Irland nach drei Jahren, Zypern nach fünf Jahren und Belgien nach sechs Jahren wieder am Finale teil. In den beschriebenen Zeiträumen schieden die genannten Länder jeweils bereits im Halbfinale aus.
Zwischen der Präsentation der Lieder und der Bekanntgabe der Ergebnisse der Länder wurde der Titel Glow der norwegischen Band Madcon gespielt. Es wurden Bilder von Flashmobs in verschiedenen europäischen Städten gezeigt, zu denen der Veranstalter aufgerufen hatte. Zu sehen waren Livebilder aus Oslo und Hamburg sowie Aufzeichnungen aus L’Alfàs del Pi (3. Mai 2010), Reykjavík, Ljubljana (29. April 2010), Göteborg (11. Mai 2010), Vilnius (19. April 2010), London (8. Mai 2010), Düsseldorf (23. April 2010) und Dublin (6. Mai 2010). Außerdem wurden Bilder aus Wohnzimmern von 38 der 39 Teilnehmerländer eingeblendet (außer Mazedonien), ebenfalls wurde die zum Flashmob tanzende Kronprinzessin Mette-Marit und ihre beiden Kinder Ingrid Alexandra und Marius gezeigt.
Deutschland übernahm nach der siebten Wertung aus Kroatien die Führung von Griechenland und gab diese nicht mehr ab. Schon nach 33 von 39 Länderwertungen stand der Sieg des deutschen Beitrags fest.

### Ergebnisliste
| Platz | Startnr. | Land                    | Interpret                                            | Lied Musik (M) und Text (T)                                                                             | Sprache               | Übersetzung (Inoffiziell)                                               | Punkte | Bild                            |
| ----- | -------- | ----------------------- | ---------------------------------------------------- | --- | --------------------- | ----------------------------------------------------------------------- | ------ | ------------------------------- |
| 01.   | 22       | Deutschland             | Lena                                                 | Satellite M: Julie Frost, John Gordon; T: Julie Frost                                                   | Englisch              | Satellit                                                                | 246    | Lena                            |
| 02.   | 14       | Türkei                  | maNga                                                | We Could Be the Same M: maNga; T: Evren Özdemir, maNga, Fiona Movery Akinci                             | Englisch              | Wir könnten gleich sein                                                 | 170    | maNga                           |
| 03.   | 19       | Rumänien                | Paula Seling & Ovi                                   | Playing with Fire M/T: Ovidiu Cernăuțeanu                                                               | Englisch              | Mit dem Feuer spielen                                                   | 162    | Paula Seling & Ovi              |
| 04.   | 25       | Dänemark                | Chanée & N’Evergreen                                 | In a Moment like This M: Thomas G:son, Henrik Sethsson, Erik Bernholm; T: Thomas G:son, Henrik Sethsson | Englisch              | In einem Augenblick wie diesem                                          | 149    | Chanée & N’Evergreen            |
| 05.   | 01       | Aserbaidschan           | Safura Səfurə                                        | Drip Drop M: Stefan Örn, Anders Bagge; T: Sandra Bjurman                                                | Englisch              | Plitsch, platsch                                                        | 145    | Safura                          |
| 06.   | 07       | Belgien                 | Tom Dice                                             | Me and My Guitar M/T: Tom Eeckhout, Jeroen Swinnen, Ashley Hicklin                                      | Englisch              | Ich und meine Gitarre                                                   | 143    | Tom Dice                        |
| 07.   | 21       | Armenien                | Eva Rivas Եվա Ռիվաս                                  | Apricot Stone M: Armen Martirosyan; T: Karen Kavaleryan                                                 | Englisch              | Aprikosenkern                                                           | 141    | Eva Rivas                       |
| 08.   | 11       | Griechenland            | Giorgos Alkeos & Friends Γιώργος Αλκαίος & Friends   | OPA! M: Giorgos Alkaios; T: Giannis Antoniou, Friends                                                   | Griechisch            | Und los!                                                                | 140    | Giorgos Alkeos                  |
| 09.   | 13       | Georgien                | Sofia Nizharadze სოფო ნიჟარაძე                       | Shine M/T: Hanne Sørvaag, Harry Sommerdahl, Christian Leuzzi                                            | Englisch              | Glänze                                                                  | 136    | Sofia Nizharadze                |
| 10.   | 17       | Ukraine                 | Alyosha Aльоша                                       | Sweet People M: Olena Kucher, Borys Kukoba, Vadim Lisitsa; T: Olena Kucher                              | Englisch              | Süße Leute                                                              | 108    | Alyosha                         |
| 11.   | 20       | Russland                | Peter Nalitsch & Friends (MKPN) Пётр Налич & Friends | Lost and Forgotten M/T: Pjotr Nalitsch                                                                  | Englisch              | Verloren und vergessen                                                  | 090    | Peter Nalitsch & Friends (MKPN) |
| 12.   | 18       | Frankreich              | Jessy Matador                                        | Allez olla olé M/T: Hugues Ducamin, Jacques Ballue                                                      | Französisch, Englisch | –                                                                       | 082    | Jessy Matador                   |
| 13.   | 08       | Serbien                 | Milan Stanković Милан Станковић                      | Ovo je Balkan M: Goran Bregović; T: Goran Bregović, Marina Tucaković, Ljiljanna Jorgovanović            | Serbisch              | Das ist der Balkan                                                      | 072    | Milan Stanković                 |
| 14.   | 24       | Israel                  | Harel Skaat הראל סקעת                                | Milim (מילים) M: Tomer Adaddi; T: Noam Horev                                                            | Hebräisch             | Worte                                                                   | 071    | Harel Skaat                     |
| 15.   | 02       | Spanien                 | Daniel Diges                                         | Algo pequeñito M:/T: Jesús Cañadilla, Luis Miguel de la Varga, Alberto Jodar, Daniel Diges              | Spanisch              | Etwas Kleines                                                           | 068    | Daniel Diges                    |
| 16.   | 15       | Albanien                | Juliana Pasha                                        | It’s All About You M: Ardit Gjebrea, T: Ardit Gjebrea, Pirro Çakoy                                      | Englisch              | Es geht nur um Dich                                                     | 062    | Juliana Pasha                   |
| 17.   | 06       | Bosnien und Herzegowina | Vukašin Brajić                                       | Thunder and Lightning M/T: Dino Šaran                                                                   | Englisch              | Donner und Blitz                                                        | 051    | Vukašin Brajić                  |
| 18.   | 23       | Portugal                | Filipa Azevedo                                       | Há dias assim M/T: Augusto Madureira                                                                    | Portugiesisch         | Tage wie dieser                                                         | 043    | Filipa Azevedo                  |
| 19.   | 16       | Island                  | Hera Björk                                           | Je ne sais quoi M/T: Örlygur Smári, Hera Björk                                                          | Englisch, Französisch | Ich weiß nicht was                                                      | 041    | Hera Björk                      |
| 20.   | 03       | Norwegen                | Didrik Solli-Tangen                                  | My Heart Is Yours M/T: Hanne Sørvaag, Fredrik Kempe                                                     | Englisch              | Mein Herz ist deins                                                     | 035    | Didrik Solli-Tangen             |
| 21.   | 05       | Zypern                  | Jon Lilygreen & The Islanders                        | Life Looks Better in Spring M: Nasos Lambrianides, Melis Konstantinou; T: Nasos Lambrianides            | Englisch              | Leben im Frühling ist leichter / Das Leben sieht im Frühling besser aus | 027    | Jon Lilygreen & The Islanders   |
| 22.   | 04       | Moldau                  | SunStroke Project & Olia Tira                        | Run Away M: Anton Ragoza, Sergey Stepanov; T: Alina Galitcaia                                           | Englisch              | Renn' weg!                                                              | 027    | SunStroke Project & Olia Tira   |
| 23.   | 10       | Irland                  | Niamh Kavanagh                                       | It’s for You M/T: Niall Mooney, Mårten Eriksson, Jonas Gladnikoff, Lina Eriksson                        | Englisch              | Es ist für dich                                                         | 025    | Niamh Kavanagh                  |
| 24.   | 09       | Belarus                 | 3+2 feat. Robert Wells                               | Butterflies M: Maxim Fadeev; T: Malka Chaplin                                                           | Englisch              | Schmetterlinge                                                          | 018    | 3+2 feat. Robert Wells          |
| 25.   | 12       | Vereinigtes Königreich  | Josh                                                 | That Sounds Good to Me M/T: Pete Waterman, Mike Stock, Steve Crosby                                     | Englisch              | Das klingt für mich gut                                                 | 010    | Josh                            |

### Punktetafel Finale
Alle 39 Länder, die am ESC teilnahmen, waren stimmberechtigt.
| Land | Abstimmungsergebnisse | Abstimmungsergebnisse | Abstimmungsergebnisse | Abstimmungsergebnisse | Abstimmungsergebnisse | Abstimmungsergebnisse | Abstimmungsergebnisse | Abstimmungsergebnisse | Abstimmungsergebnisse | Abstimmungsergebnisse | Abstimmungsergebnisse | Abstimmungsergebnisse | Abstimmungsergebnisse | Abstimmungsergebnisse | Abstimmungsergebnisse | Abstimmungsergebnisse | Abstimmungsergebnisse | Abstimmungsergebnisse | Abstimmungsergebnisse | Abstimmungsergebnisse | Abstimmungsergebnisse | Abstimmungsergebnisse | Abstimmungsergebnisse | Abstimmungsergebnisse | Abstimmungsergebnisse | Abstimmungsergebnisse | Abstimmungsergebnisse | Abstimmungsergebnisse | Abstimmungsergebnisse | Abstimmungsergebnisse | Abstimmungsergebnisse | Abstimmungsergebnisse | Abstimmungsergebnisse | Abstimmungsergebnisse | Abstimmungsergebnisse | Abstimmungsergebnisse | Abstimmungsergebnisse | Abstimmungsergebnisse | Abstimmungsergebnisse | Abstimmungsergebnisse | Abstimmungsergebnisse | Abstimmungsergebnisse |
| Land | Punkte                | AZ                    | ES                    | NO                    | MD                    | CY                    | BA                    | BE                    | RS                    | BY                    | IE                    | GR                    | UK                    | GE                    | TR                    | AL                    | IS                    | UA                    | FR                    | RO                    | RU                    | AM                    | DE                    | PT                    | IL                    | DK                    | EE                    | SK                    | FI                    | LV                    | PL                    | MT                    | MK                    | LT                    | CH                    | SE                    | NL                    | SI                    | BG                    | HR                    | Votings               |                       |
| --- | --------------------- | --------------------- | --------------------- | --------------------- | --------------------- | --------------------- | --------------------- | --------------------- | --------------------- | --------------------- | --------------------- | --------------------- | --------------------- | --------------------- | --------------------- | --------------------- | --------------------- | --------------------- | --------------------- | --------------------- | --------------------- | --------------------- | --------------------- | --------------------- | --------------------- | --------------------- | --------------------- | --------------------- | --------------------- | --------------------- | --------------------- | --------------------- | --------------------- | --------------------- | --------------------- | --------------------- | --------------------- | --------------------- | --------------------- | --------------------- | --------------------- | --------------------- |
| Aserbaidschan | 145                   |                       | 7                     | 7                     | 7                     | 10                    | 7                     | 5                     | –                     | 6                     | 3                     | 1                     | –                     | 8                     | 12                    | –                     | 4                     | 12                    | –                     | –                     | 8                     | –                     |                       | –                     | 7                     | 2                     | –                     | –                     | –                     | 2                     | 8                     | 12                    | 3                     | –                     | 2                     | –                     | –                     | –                     | 12                    | –                     | 22                    |                       |
| Spanien | 068                   | –                     |                       | –                     | 4                     | –                     | –                     | 1                     | –                     | –                     | –                     | –                     | –                     | 2                     | –                     | 7                     | –                     | 4                     | –                     | 2                     | 4                     | 7                     | –                     | 12                    | 1                     | –                     | –                     | –                     | 4                     | 5                     | –                     | –                     | –                     | 8                     | –                     | –                     | –                     | 5                     | 2                     | –                     | 15                    |                       |
| Norwegen | 035                   | –                     | –                     |                       | –                     | –                     | –                     | –                     | –                     | –                     | 2                     | –                     | –                     | 6                     | –                     | –                     | –                     | –                     | –                     | –                     | –                     | 2                     | –                     | 3                     | –                     | 5                     | 7                     | 3                     | –                     | –                     | –                     | 3                     | –                     | –                     | –                     | 4                     | –                     |                       | –                     | –                     | 09                    |                       |
| Moldau | 027                   | 6                     | –                     | –                     |                       | –                     | –                     | –                     | –                     | 4                     | –                     | –                     | –                     | 1                     | –                     | –                     | –                     | –                     | –                     | 10                    | –                     | –                     | –                     | 6                     | –                     | –                     | –                     | –                     | –                     | –                     | –                     | –                     | –                     | –                     | –                     | –                     | –                     | –                     | –                     | –                     | 04                    |                       |
| Zypern | 027                   | –                     | –                     | –                     | –                     |                       | –                     | –                     | –                     | –                     | –                     | 12                    | –                     | –                     | –                     | –                     | –                     | –                     | –                     | –                     | –                     | –                     | –                     | –                     | –                     | 1                     | –                     | 2                     | –                     | –                     | –                     | –                     | –                     | 1                     | –                     | 3                     | –                     | –                     | 4                     | 4                     | 07                    |                       |
| Bosnien und Herzegowina | 051                   | –                     | –                     | –                     | –                     | –                     |                       | –                     | 12                    | –                     | –                     | –                     | –                     | –                     | 8                     | 6                     | –                     | –                     | 5                     | –                     | –                     | –                     | –                     | –                     | –                     | –                     | –                     | –                     | –                     | –                     | –                     | –                     | 6                     | –                     | –                     | –                     | –                     | 4                     | –                     | 10                    | 07                    |                       |
| Belgien | 143                   |                       | –                     | 3                     | –                     | –                     | –                     |                       | 5                     | –                     | 10                    | 6                     | –                     | –                     | –                     | –                     | 10                    | 1                     | 7                     | 4                     | 5                     | –                     | 12                    | 5                     | –                     | 10                    | 3                     | 10                    | 6                     | 4                     | 10                    | 10                    | –                     | 7                     | 7                     | 2                     | 6                     | –                     | –                     | –                     | 22                    |                       |
| Serbien | 072                   | –                     | –                     | –                     | –                     | 1                     | 12                    | –                     |                       | –                     | –                     | –                     | –                     | –                     | –                     | 3                     | –                     | –                     | 10                    | –                     | –                     | –                     | 5                     | –                     | –                     | –                     | –                     | –                     | –                     | –                     | –                     | –                     | 7                     | –                     | 10                    | 7                     | 1                     | 8                     | –                     | 8                     | 11                    |                       |
| Belarus | 018                   | –                     | –                     | –                     | 3                     | –                     | –                     | –                     | –                     |                       | –                     | –                     | –                     | 12                    | –                     | –                     | –                     | –                     | –                     | –                     | 2                     | –                     | –                     | –                     | –                     | –                     | –                     | –                     | –                     | –                     | –                     | –                     | –                     | –                     | –                     | –                     | –                     | –                     | 1                     | –                     | 04                    |                       |
| Irland | 025                   | –                     | –                     | –                     | –                     | –                     | –                     | –                     | –                     | –                     |                       | –                     | 7                     | –                     | –                     | –                     | –                     | –                     | –                     | –                     | –                     | –                     | 2                     | –                     | 6                     | –                     | 2                     | –                     | 1                     | –                     | –                     | –                     | –                     | –                     | 6                     | –                     | –                     | –                     | –                     | 1                     | 07                    |                       |
| Griechenland | 140                   | –                     | 5                     | –                     | 2                     | 12                    | 6                     | 12                    | 10                    | –                     | –                     |                       | 12                    | –                     | 3                     | 12                    | 8                     | –                     | 4                     | 7                     | –                     | 3                     | 8                     | 8                     | –                     | –                     | –                     | 5                     | 7                     | –                     | 1                     | 7                     | –                     | –                     | –                     | –                     | 3                     | –                     | 5                     | –                     | 21                    |                       |
| Vereinigtes Königreich | 010                   | 2                     | –                     | –                     | –                     | –                     | –                     | –                     | –                     | –                     | 4                     | –                     |                       | 3                     | –                     | 1                     | –                     | –                     | –                     | –                     | –                     | –                     | –                     | –                     | –                     | –                     | –                     | –                     | –                     | –                     | –                     | –                     | –                     | –                     | –                     | –                     | –                     | –                     | –                     | –                     | 04                    |                       |
| Georgien | 136                   | 8                     | 1                     | 1                     | 5                     | 5                     | 4                     | 4                     | –                     | 7                     | 5                     | 5                     | –                     |                       | 5                     | –                     | 2                     | 7                     | –                     | –                     | 10                    | 12                    | –                     | –                     | 5                     | –                     | 8                     | –                     | –                     | –                     | 4                     | –                     | 5                     | 12                    | 1                     | 6                     | –                     | 1                     | 6                     | 7                     | 25                    |                       |
| Türkei | 170                   | 12                    | 3                     | 2                     | –                     | –                     | 10                    | 6                     | 3                     | 3                     | 1                     | –                     | 10                    | 5                     |                       | 8                     | –                     | 8                     | 12                    | 8                     | –                     | –                     | 10                    | –                     | –                     | 6                     | 6                     | –                     | 3                     | –                     | –                     | –                     | 10                    | 4                     | 3                     | 5                     | 8                     | 2                     | 10                    | 12                    | 26                    |                       |
| Albanien | 062                   | –                     | –                     | –                     | –                     | –                     | 5                     | 3                     | –                     | –                     | –                     | 10                    | 1                     | –                     | 7                     |                       | 7                     | –                     | –                     | 1                     | –                     | –                     | 1                     | –                     | –                     | –                     | –                     | –                     | –                     | –                     | 2                     | –                     | 12                    | –                     | 8                     | –                     | –                     | –                     | –                     | 5                     | 12                    |                       |
| Island | 041                   | –                     | –                     | 6                     | –                     | –                     | –                     | 8                     | –                     | 2                     | –                     | 3                     | –                     | –                     | –                     | –                     |                       | –                     | –                     | –                     | –                     | –                     | 4                     | –                     | –                     | 3                     | 4                     | –                     | 5                     | –                     | –                     | 6                     | –                     | –                     | –                     | –                     | –                     | –                     | –                     | –                     | 09                    |                       |
| Ukraine | 108                   | 10                    | –                     | –                     | 8                     | 6                     | –                     | –                     | 7                     | 10                    | –                     | –                     | 5                     | 7                     | 1                     | –                     | –                     |                       | 2                     | 5                     | 7                     | 8                     | –                     | –                     | 2                     | –                     | –                     | –                     | –                     | 7                     | 3                     | –                     | –                     | 6                     | –                     | –                     | 7                     |                       | 7                     | –                     | 18                    |                       |
| Frankreich | 082                   | –                     | 2                     | 4                     | –                     | 3                     | 3                     | –                     | 4                     | –                     | 6                     | 8                     | 2                     | –                     | –                     | –                     | 6                     | –                     |                       | –                     | –                     | 6                     | 3                     | 7                     | 3                     | 7                     | 1                     | –                     | 8                     | –                     | –                     | 2                     | 1                     | –                     | –                     | –                     | –                     | 3                     | –                     | 3                     | 20                    |                       |
| Rumänien | 162                   | 7                     | 10                    | 10                    | 12                    | 8                     | 2                     | –                     | 6                     | 1                     | 7                     | 4                     | 8                     | –                     | 2                     | 5                     | 5                     | 2                     | –                     |                       | 3                     | 1                     | –                     | 10                    | 8                     | 8                     | –                     | 1                     | –                     | 3                     | 6                     | 5                     | –                     | 2                     | 4                     | 10                    | 5                     | 7                     | –                     | –                     | 29                    |                       |
| Russland | 090                   | 3                     | –                     | –                     | 10                    | –                     | –                     | –                     | –                     | 12                    | –                     | –                     | –                     | –                     | 4                     | –                     | –                     | 10                    | –                     | –                     |                       | 10                    | –                     | 2                     | 10                    | –                     | 10                    | 6                     | –                     | 8                     | –                     | –                     | –                     | 5                     | –                     | –                     | –                     | –                     | –                     | –                     | 12                    |                       |
| Armenien | 141                   | –                     | 8                     | –                     | 6                     | 7                     | –                     | 7                     | 1                     | 5                     | –                     | 7                     | –                     | 10                    | 6                     | –                     | –                     | 6                     | 6                     | 6                     | 12                    |                       | 7                     | –                     | 12                    | –                     | –                     | 4                     | –                     | 1                     | 5                     | –                     | 4                     | –                     | –                     | 1                     | 12                    | –                     | 8                     | –                     | 22                    |                       |
| Deutschland | 246                   | 1                     | 12                    | 12                    | –                     | 4                     | 8                     | 10                    | 8                     | –                     | 8                     | 2                     | 4                     | –                     | 10                    | 10                    | 3                     | 5                     | 3                     | 3                     | 6                     | –                     |                       | 1                     | –                     | 12                    | 12                    | 12                    | 12                    | 12                    | 7                     | 4                     | 8                     | 10                    | 12                    | 12                    | 4                     | 10                    | 3                     | 6                     | 33                    |                       |
| Portugal | 43                    | –                     | 6                     | –                     | –                     | –                     | –                     | –                     | 2                     | –                     | –                     | –                     | –                     | –                     | –                     | –                     | 1                     | –                     | 8                     | –                     | –                     | 4                     | 6                     |                       | –                     | 4                     | –                     | –                     | –                     | 6                     | –                     | 1                     | –                     | –                     | 5                     | –                     | –                     | –                     | –                     | –                     | 10                    |                       |
| Israel | 71                    | 5                     | –                     | 5                     | 1                     | 2                     | 1                     | –                     | –                     | 8                     | –                     | –                     | 3                     | 4                     | –                     | 4                     | –                     | 3                     | 1                     | –                     | –                     | –                     | –                     | –                     |                       | –                     | –                     | 8                     | 10                    | –                     | –                     | –                     | –                     | –                     | –                     | –                     | 10                    | 6                     | –                     | –                     | 15                    |                       |
| Dänemark | 149                   | 4                     | 4                     | 8                     | –                     | –                     | –                     | 2                     | –                     | –                     | 12                    | –                     | 6                     | –                     | –                     | 2                     | 12                    | –                     | –                     | 12                    | 1                     | 5                     | –                     | 4                     | 4                     |                       | 5                     | 7                     | 2                     | 10                    | 12                    | 8                     | 2                     | 3                     | –                     | 8                     | 2                     | 12                    | –                     | 2                     | 25                    |                       |
| Die Tabelle ist horizontal und vertikal nach dem Auftritt im Finale geordnet sowie horizontal nach dem Auftritt in den Halbfinalen. |                       |                       |                       |                       |                       |                       |                       |                       |                       |                       |                       |                       |                       |                       |                       |                       |                       |                       |                       |                       |                       |                       |                       |                       |                       |                       |                       |                       |                       |                       |                       |                       |                       |                       |                       |                       |                       |                       |                       |                       |                       |                       |

In der Tabelle sind die niedrigsten (Hintergrund rot) und höchsten (Hintergrund grün) Gesamtwerte gekennzeichnet.
- Die wenigsten Jury-Punkte:  Vereinigtes Königreich – 18
- Die wenigsten Televoting-Punkte:  Vereinigtes Königreich – 7
- Die wenigsten Gesamt-Votings:  Vereinigtes Königreich – 4
- Die wenigsten Gesamt-Punkte:  Vereinigtes Königreich – 10
- Die meisten Jury-Punkte:  Deutschland – 187
- Die meisten Televoting-Punkte:  Deutschland – 243
- Die meisten Gesamt-Votings:  Deutschland – 33
- Die meisten Gesamt-Punkte:  Deutschland – 246

### Statistik der Zwölf-Punkte-Vergabe (Finale)

Karte der Punktevergabe für den Siegertitel aus Deutschland nach Ländern

| Anzahl | Land                    | erhalten von                                                                          |
| ------ | ----------------------- | ------------------------------------------------------------------------------------- |
| 9      | Deutschland             | Dänemark, Estland, Finnland, Lettland, Norwegen, Schweden, Schweiz, Slowakei, Spanien |
| 5      | Dänemark                | Irland, Island, Polen, Rumänien, Slowenien                                            |
| 4      | Aserbaidschan           | Bulgarien, Malta, Türkei, Ukraine                                                     |
| 4      | Griechenland            | Albanien, Belgien, Zypern, Vereinigtes Königreich                                     |
| 3      | Armenien                | Israel, Niederlande, Russland                                                         |
| 3      | Türkei                  | Aserbaidschan, Frankreich, Kroatien                                                   |
| 2      | Georgien                | Armenien, Litauen                                                                     |
| 1      | Belarus                 | Georgien                                                                              |
| 1      | Albanien                | Mazedonien                                                                            |
| 1      | Belgien                 | Deutschland                                                                           |
| 1      | Bosnien und Herzegowina | Serbien                                                                               |
| 1      | Rumänien                | Moldau                                                                                |
| 1      | Russland                | Belarus                                                                               |
| 1      | Serbien                 | Bosnien und Herzegowina                                                               |
| 1      | Spanien                 | Portugal                                                                              |
| 1      | Zypern                  | Griechenland                                                                          |

### Split-Ergebnisse von Jury- und Televoting (Finale)
Am 28. Juni 2010 veröffentlichte die EBU auf ihrer Internetpräsenz eine Tabelle, in der sie das tatsächliche Ergebnis des „combined votings“ den fiktiven Punkten gegenüberstellte, die es bei reiner Jury- oder Zuschauerabstimmung gegeben hätte. Daraus geht hervor, dass sich zwar der erste und der letzte Platz Deutschlands bzw. des Vereinigten Königreiches in beiden Varianten bestätigt hätten, es ansonsten aber zu großen Unterschieden kam. Beispielsweise wurde der am Ende auf Platz sechs gelandete belgische Beitrag in der Summe aller Jurys auf Rang zwei gewertet, von allen Zuschauern jedoch nur auf Rang 14. Auch bei Frankreich, Serbien und Israel kam es, wie die EBU schreibt, zu „signifikant abweichenden Punktehöhen von Jurys und Televotern“:
| Finale | Finale                  | Finale | Finale                  | Finale | Finale                  | Finale |
| Platz  | Kombiniertes Voting     | Punkte | Televoting              | Punkte | Juryvoting              | Punkte |
| ------ | ----------------------- | ------ | ----------------------- | ------ | ----------------------- | ------ |
| 01     | Deutschland             | 246    | Deutschland             | 243    | Deutschland             | 187    |
| 02     | Türkei                  | 170    | Türkei                  | 177    | Belgien                 | 185    |
| 03     | Rumänien                | 162    | Dänemark                | 174    | Rumänien                | 167    |
| 04     | Dänemark                | 149    | Armenien                | 166    | Georgien                | 160    |
| 05     | Aserbaidschan           | 145    | Aserbaidschan           | 161    | Israel                  | 134    |
| 06     | Belgien                 | 143    | Rumänien                | 155    | Ukraine                 | 129    |
| 07     | Armenien                | 141    | Griechenland            | 152    | Dänemark                | 121    |
| 08     | Griechenland            | 140    | Frankreich              | 151    | Türkei                  | 119    |
| 09     | Georgien                | 136    | Georgien                | 127    | Aserbaidschan           | 116    |
| 10     | Ukraine                 | 108    | Serbien                 | 110    | Armenien                | 116    |
| 11     | Russland                | 090    | Russland                | 107    | Griechenland            | 110    |
| 12     | Frankreich              | 082    | Spanien                 | 106    | Albanien                | 097    |
| 13     | Serbien                 | 072    | Ukraine                 | 094    | Portugal                | 069    |
| 14     | Israel                  | 071    | Belgien                 | 076    | Bosnien und Herzegowina | 065    |
| 15     | Spanien                 | 068    | Island                  | 040    | Russland                | 063    |
| 16     | Albanien                | 062    | Bosnien und Herzegowina | 035    | Irland                  | 062    |
| 17     | Bosnien und Herzegowina | 051    | Albanien                | 035    | Norwegen                | 061    |
| 18     | Portugal                | 043    | Moldau                  | 028    | Zypern                  | 057    |
| 19     | Island                  | 041    | Israel                  | 027    | Island                  | 057    |
| 20     | Norwegen                | 035    | Portugal                | 024    | Spanien                 | 043    |
| 21     | Zypern                  | 027    | Norwegen                | 018    | Serbien                 | 037    |
| 22     | Moldau                  | 027    | Belarus                 | 018    | Frankreich              | 034    |
| 23     | Irland                  | 025    | Zypern                  | 016    | Moldau                  | 033    |
| 24     | Belarus                 | 018    | Irland                  | 015    | Belarus                 | 022    |
| 25     | Vereinigtes Königreich  | 010    | Vereinigtes Königreich  | 07     | Vereinigtes Königreich  | 018    |

An gleicher Stelle veröffentlichte die EBU auch die Ergebnisse des „split votings“ für beide Halbfinals.

### Punktesprecher
Die Punktesprecher geben die Ergebnisse der Juryabstimmung ihrer Länder bekannt. Folgende Reihenfolge wurde durch die EBU festgelegt.
| Nr. | Land                    | Punktesprecher              | Anmerkungen                                   |
| --- | ----------------------- | --------------------------- | --------------------------------------------- |
| 01  | Rumänien                | Malvina Cservenschi         | –                                             |
| 02  | Irland                  | Derek Mooney                | Punktesprecher 2000 & 2009                    |
| 03  | Deutschland             | Hape Kerkeling              | –                                             |
| 04  | Serbien                 | Maja Nikolić                | Punktesprecherin 2007                         |
| 05  | Albanien                | Leon Menkshi                | Punktesprecher 2006 bis 2009                  |
| 06  | Türkei                  | Meltem Ersan Yazgan         | Punktesprecherin seit 2001                    |
| 07  | Kroatien                | Mila Horvat                 | Punktesprecherin 2006 & 2009                  |
| 08  | Polen                   | Aleksandra Rosiak           | –                                             |
| 09  | Bosnien und Herzegowina | Ivana Vidmar                | –                                             |
| 10  | Finnland                | Johanna Pirttilahti         | –                                             |
| 11  | Slowenien               | Andrea F                    | –                                             |
| 12  | Estland                 | Rolf Roosalu                | –                                             |
| 13  | Russland                | Oxana Gennadjewna Fjodorowa | Punktesprecherin 2008                         |
| 14  | Portugal                | Ana Galvão                  | –                                             |
| 15  | Aserbaidschan           | Tamilla Shirinova           | –                                             |
| 16  | Griechenland            | Alexis Kostalas             | Punktesprecher 1998 und seit 2001             |
| 17  | Island                  | Jóhanna Guðrún Jónsdóttir   | Teilnehmerin 2009                             |
| 18  | Dänemark                | Bryan Rice                  | –                                             |
| 19  | Frankreich              | Audrey Chauveau             | –                                             |
| 20  | Spanien                 | Ainhoa Arbizu               | Punktesprecherin 2005, 2007 und 2008          |
| 21  | Slowakei                | Ľubomír Bajaník             | Punktesprecher 2009                           |
| 22  | Bulgarien               | Desislava Dobreva           | –                                             |
| 23  | Ukraine                 | Iryna Zhuravska             | –                                             |
| 24  | Lettland                | Kārlis Būmeisters           | Teilnehmer 2005 (als Teil von Valters & Kaža) |
| 25  | Malta                   | Chiara Siracusa             | Teilnehmerin 1998, 2005 und 2009              |
| 26  | Norwegen                | Anne Rimmen                 | –                                             |
| 27  | Zypern                  | Christina Metaxa            | Teilnehmerin 2009                             |
| 28  | Litauen                 | Giedrius Masalskis          | –                                             |
| 29  | Belarus                 | Aljaksej Hryschyn           | –                                             |
| 30  | Schweiz                 | Christa Rigozzi             | –                                             |
| 31  | Belgien                 | Katja Retsin                | –                                             |
| 32  | Vereinigtes Königreich  | Scott Mills                 | –                                             |
| 33  | Niederlande             | Yolanthe Sneijder-Cabau     | Punktesprecherin 2009                         |
| 34  | Israel                  | Ofer Nachshon               | Punktesprecher 2009                           |
| 35  | Mazedonien              | Maja Daniels                | –                                             |
| 36  | Moldau                  | Tanya Cerga                 | –                                             |
| 37  | Georgien                | Mariam Vashadze             | –                                             |
| 38  | Schweden                | Eric Saade                  | Teilnehmer Melodifestivalen 2010              |
| 39  | Armenien                | Nazeni Hovhannisyan         | –                                             |

### Marcel-Bezençon-Preis
Zum bisher einzigen Mal gewann der Beitrag eines Landes alle drei Kategorien des Marcel-Bezençon-Preises. Der Künstler-Preis wurde das erste Mal von den Fernseh-Kommentatoren gewählt. Preisträger waren:
- Presse-Preis für den besten Song:  Israel – Milim (מילים) – Harel Skaat
- Künstler-Preis für den besten Künstler:  Israel – Harel Skaat – Milim (מילים)
- Komponisten-Preis für die beste Komposition/Text:  Israel – Tomer Hadadi (M) und Noam Horev (T) – Milim (מילים) – Harel Skaat

## Übertragung

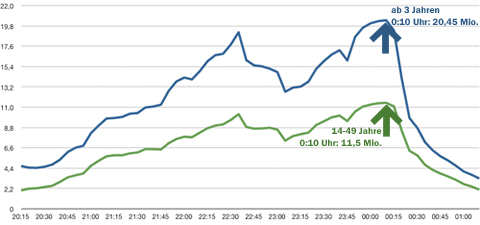
Quotenverlauf des Eurovision Song Contest 2010

### Fernsehen
Erstmals wurde der Eurovision Song Contest in Deutschland über Das Erste HD in hochauflösendem Fernsehen übertragen. Auch in anderen europäischen Ländern war dies über deren HD-Programme möglich.
Das erste Halbfinale wurde am 25. Mai um 23:00 Uhr auf Einsfestival, das zweite in der Nacht zum 28. Mai um 00:55 Uhr im NDR Fernsehen wiederholt. Ebenfalls auf Einsfestival fand in der Nacht zum 30. Mai eine Wiederholung des Finales um 01:05 Uhr statt. Den Kommentar der deutschen Übertragungen sprach wieder Peter Urban, der bereits von 1997 bis 2008 kommentierte, im Jahr 2009 allerdings aufgrund einer Operation durch Tim Frühling ersetzt werden musste.
| Datum        | Sendung                  | Uhrzeit   | Fernsehsender                                        | Moderation/Kommentar                                 | Zuschauer | Zuschauer       | Marktanteil | Marktanteil     |
| Datum        | Sendung                  | Uhrzeit   | Fernsehsender                                        | Moderation/Kommentar                                 | Gesamt    | 14 bis 49 Jahre | Gesamt      | 14 bis 49 Jahre |
| ------------ | ------------------------ | --------- | ---------------------------------------------------- | ---------------------------------------------------- | --------- | --------------- | ----------- | --------------- |
| 25. Mai 2010 | 1. Halbfinale            | 21:00 Uhr |                                                      | Kommentator: Peter Urban                             | 0,64 Mio. |                 | 02,4 %      |                 |
| 27. Mai 2010 | 2. Halbfinale            | 21:00 Uhr |                                                      | Kommentator: Peter Urban                             |           |                 |             |                 |
| 29. Mai 2010 | ESC 2010 – Der Countdown | 20:15 Uhr |                                                      | Moderatoren: Sabine Heinrich und Matthias Opdenhövel | 5,32 Mio. | 2,81 Mio.       | 19,9 %      | 27,4 %          |
| 29. Mai 2010 | Finale                   | 21:00 Uhr | Kommentator: Peter Urban                             | 14,7 Mio.                                            | 8,38 Mio. | 49,1 %          | 61,6 %      |                 |
| 29. Mai 2010 | Grand Prix Party         | 00:15 Uhr | Moderatoren: Sabine Heinrich und Matthias Opdenhövel | 6,63 Mio.                                            | 4,31 Mio. | 45,8 %          | 52,4 %      |                 |

### Hörfunk
Der Eurovision Song Contest wurde auch im Hörfunk gesendet.
| Datum        | Sendung         | Uhrzeit   | Radio-Programm | Moderation/Kommentar                                        |
| ------------ | --------------- | --------- | -------------- | ----------------------------------------------------------- |
| 29. Mai 2010 | Warm-Up zum ESC | 20:03 Uhr |                | Moderatoren und Kommentatoren: Thomas Mohr und Tim Frühling |
| 29. Mai 2010 | Finale          | 21:03 Uhr |                | Moderatoren und Kommentatoren: Thomas Mohr und Tim Frühling |

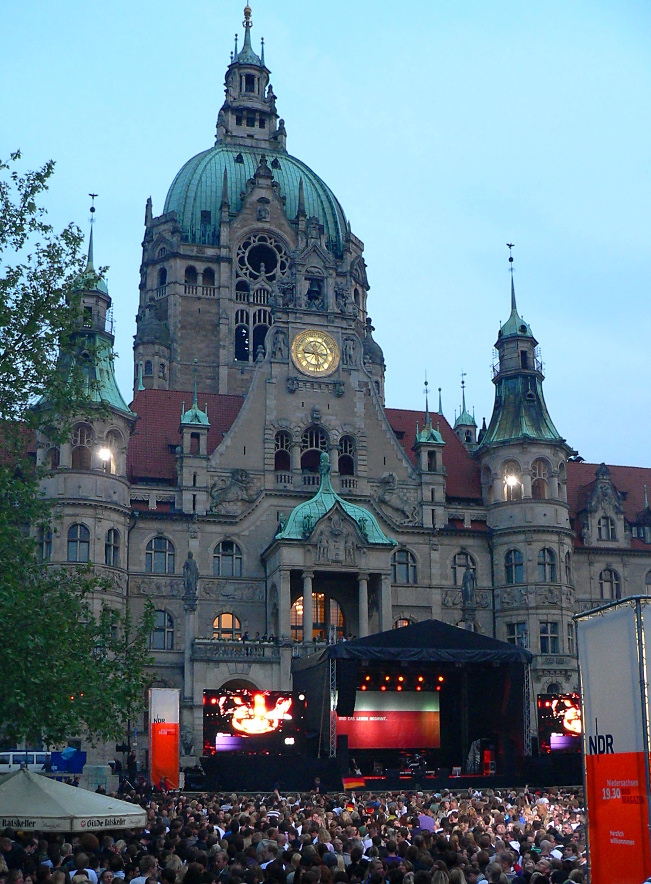
Public Viewing während des Song Contest vor dem Neuen Rathaus in Hannover, der Heimatstadt von Lena

In der Schweiz wurde das zweite Halbfinale sowie das Finale auf SF zwei übertragen. Im Vorfeld lief jeweils eine Sonderausgabe von Die größten Schweizer Hits zu den Schweizer Beiträgen beim ESC. Eine Übertragung des ersten Halbfinales erfolgte nicht, ebenso wenig eine Übertragung in High Definition auf HD suisse. Das nicht teilnehmende Österreich übertrug den Eurovision Song Contest 2010 nicht, ebenso wie Italien, wobei der Empfang im österreichischen Staatsgebiet und in der Region Trentino-Südtirol über Das Erste möglich war. In Ungarn übertrug der Sender Duna Televízió anstatt des EBU-Mitglieds MTV alle drei Sendungen live. Im Kosovo wurde der Wettbewerb, ebenso wie in Australien, Kasachstan und Neuseeland übertragen, obwohl diesen Ländern eine Teilnahme am Contest nicht möglich ist. Über die offizielle Website eurovision.tv war der gesamte Eurovision Song Contest als Live-Stream im Internet zu sehen.

## Sonstiges

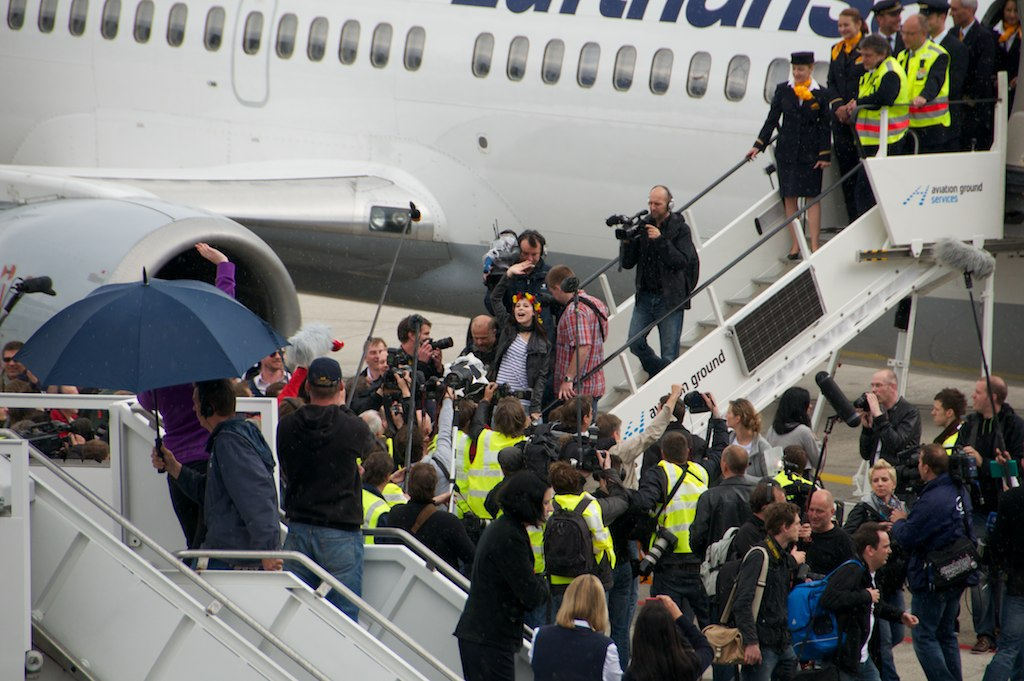
Lena bei der Ankunft in Hannover

Anders als in den Jahren zuvor wurde der Green Room, in dem sich die Delegationen der teilnehmenden Länder nach ihrem Auftritt befanden, nicht in einen separaten Raum gelegt, sondern in die Haupthalle, in der das eigentliche Event stattfand. Damit wollte man die Künstler näher an die Fans bringen und möglich machen, dass man die Auftritte der anderen Länder nicht nur über einen Bildschirm, sondern vor den eigenen Augen erleben konnte. Dies setzte sich durch und wurde bei jedem Contest ab diesem angewandt, mit Ausnahme von 2013 und 2019, als sich der Greenroom in einer separaten Halle mit eigenen Publikumsrängen befand.
Die Auswahl des ukrainischen Beitrags wurde mehrmals geändert: Zunächst wurde der Sänger Wassyl Lasarowytsch vom Fernsehsender NTU ausgewählt, das Land zu vertreten. Am 6. März 2010 stellte er sechs Lieder vor, von denen der Titel I love you … ausgesucht wurde. Nach einem Führungswechsel bei NTU wurde Lasarowytsch jedoch am 17. März mit der Begründung, eine senderinterne Wahl des Interpreten sei zu undemokratisch, disqualifiziert. Am 20. März wurde eine neue Vorentscheidung mit zwanzig Beiträgen veranstaltet, welche die Sängerin Alyosha mit dem Lied To Be Free gewann. Es stellte sich heraus, dass das Lied bereits 2008 veröffentlicht wurde und zudem ein Plagiat war, so dass ein neuer Titel gefunden werden musste. Schließlich wurde das Lied Sweet People derselben Sängerin ausgesucht, allerdings nicht innerhalb der Einsendefrist, so dass der Ukraine eine Geldstrafe auferlegt wurde.
Während des Finales am 29. Mai 2010 schlich sich der spanische Flitzer Jimmy Jump in die Tanzchoreographie des Spaniers Daniel Diges ein. Dabei ahmte er Tanzbewegungen der Künstler nach, so dass zunächst unklar war, ob er zum Auftritt gehört oder nicht. Erst durch das Eingreifen des Sicherheitspersonals wurde seine Störungsaktion beendet. Diges, der mit der Startnummer zwei ins Rennen gegangen war, durfte nach dem 25. Teilnehmer (Dänemark) nochmals auftreten.
Die Produktionskosten für die staatliche Rundfunkgesellschaft in Norwegen NRK beliefen sich auf etwa 25 Millionen Euro. Zur Finanzierung wurden mehrere Fernsehserien vorübergehend eingestellt sowie die Übertragungsrechte der Fußball-WM wieder verkauft.
Der australische Fernsehsender SBS strahlte die beiden Halbfinale und das Finale des 55. Eurovision Song Contest jeweils mit einem Tag Verzögerung am Abend aus. Wie jedes Jahr fand unter den australischen Zuschauern ein Televoting statt. Der türkische Beitrag (44,163 Punkte) wurde knapp vor Griechenland (43,480) auf Platz eins gewählt. Der deutsche Siegertitel belegte mit Abstand (16,138 Punkte) den dritten Platz unter den 25 Finalteilnehmern. Die Beiträge aus Serbien (Platz vier), Island (8.), Bosnien und Herzegowina (10.) sowie Irland (14.) konnten sich weitaus besser platzieren, wohingegen Aserbaidschan (18.) und Dänemark (19.) im hinteren Drittel des Teilnehmerfelds landeten.